# Llanesco (cratera)
Llanesco é uma cratera de impacto marciana que mede aproximadamente  27 km em diâmetro. Está localizada a 28.5S, 101.2°W, a norte da cratera Dinorwic. Seu nome vem de uma cidade da Espanha, tendo sido este aprovado pela União Astronômica Internacional em 1991. De acordo com um mapa que ilustra a idade geológica superficial de Marte baseado em dados do Serviço Geológico dos Estados Unidos, a área ao redor de Llanesco data da época Noachiana ou Hesperiana, o que situa a idade do local entre 3.8 e 1.8 bilhões de anos. Na parte mais profunda da cratera, a elevação é de 7.000 metros acima da altitude zero, e sua borda se eleva em média a 7.750 metros acima da altitude zero. A profundidade da cratera é então de 750 m.